# クローマーサイクル
クローマーサイクル(enːCromer cycle)とは、乾燥剤を使用して熱交換器から出る冷たい相対湿度の高い空気の除湿を強化する熱力学サイクルである。システムが一連の異なる状態を経て、最終的に初期状態に戻るとき、熱力学サイクルが生じたといえる。乾燥剤は、冷たい表面から出る空気から湿気を吸収し、凝縮熱を放出して空気を乾燥させる。これは、乾燥空気を必要とするプロセスで使用できる。次に、乾燥剤は、より低い相対湿度である空気流によって乾燥され、乾燥剤は蒸発によって水分を放出し、空気の相対湿度を高めて空気を冷却する。

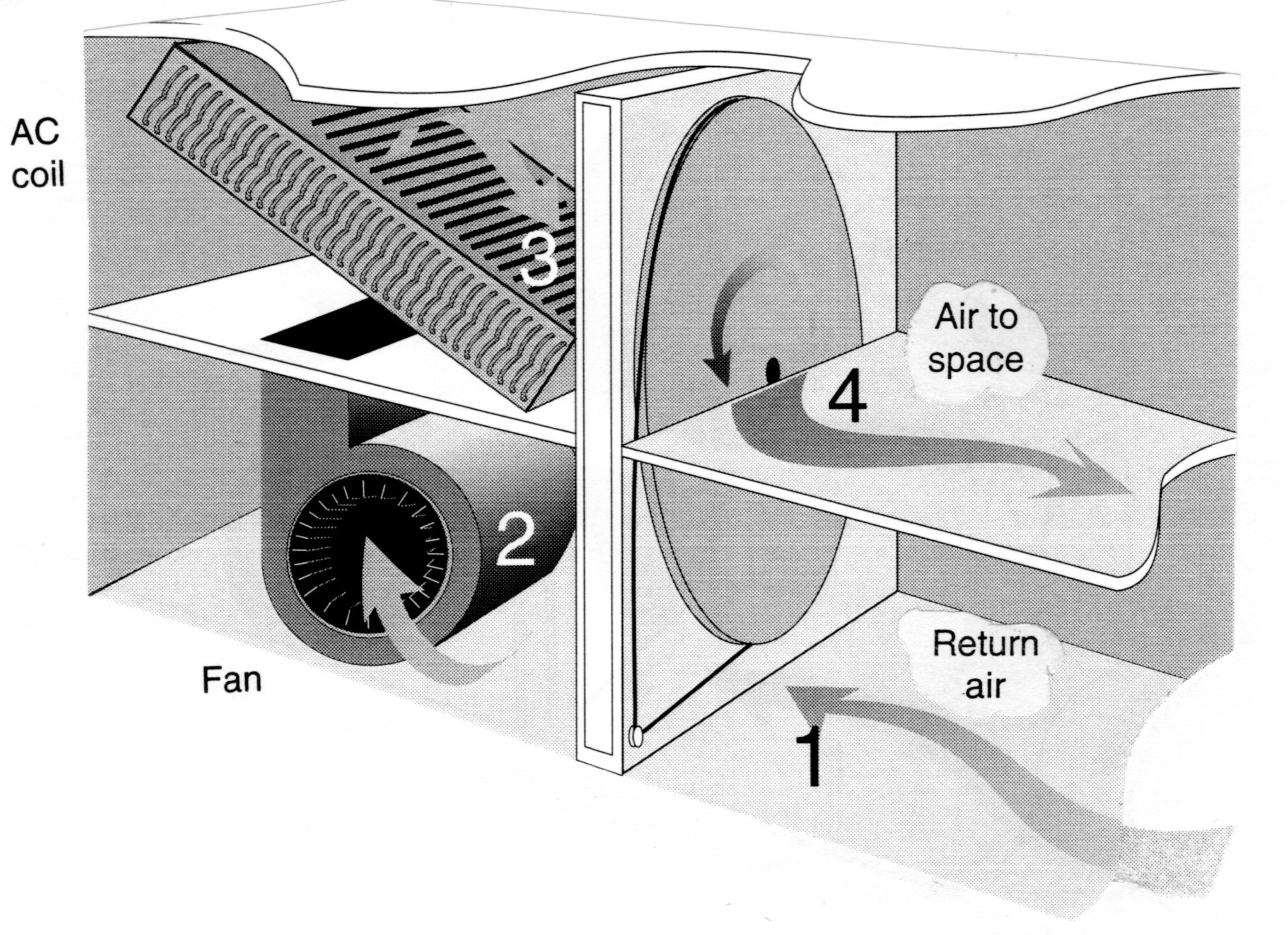
図1 :クローマーサイクル

クローマーサイクルの結果、サイクルを出たプロセス空気は、乾燥剤なしの場合よりもさらに除湿される（潜熱比が高くなる）。クローマーサイクルの概念は、1980 年代半ばに最初に特許を取得された。これらの特許は期限切れになっているため、このサイクルは誰でも無料で使用できる。このサイクルは 1997 年に ポピュラー・メカニクスの Tech Update セクションで初めて公表された 。

## ホットガスバイパス
必要なプロセスがより多くの除湿または乾燥である場合、逆カルノー冷凍サイクルの凝縮側から得られる自由熱を使用することにより、クローマー サイクルを強化できる。 「ホットガスバイパス」とも呼ばれるこの熱は、乾燥剤ホイールの前に加えて、図 1 の位置 1 (ただしフィルターの後) でホイールの乾燥を促進することができる。これは予熱と呼ばれる。
冷房を目的としない除湿機の場合、高温ガスバイパス熱を位置 4 のプロセスに追加することもできる。これは再熱と呼ばれ、より暖かく、さらに相対湿度が低い供給空気を供給する。 クローマー サイクル空調システムがホットガス バイパスで強化されている場合、それは通常「アクティブ」クローマー サイクル空調と呼ばれる。除湿や乾燥を目的とした装置としてサイクルを使用する場合、一般的にクローマーサイクル除湿機またはクローマーサイクル乾燥機と呼ばれる。
R&D マガジンは 2006 年にクローマー サイクルを評価し、その年の最も重要な技術革新 100 件を表彰する機械/材料部門の R&D 100 Award を受賞した。